# آرتور کیپ
آرتور کیپ (به انگلیسی: Arthur Capes) بازیکن فوتبال زادهٔ ۲۳ فوریه ۱۸۷۵ اهل انگلستان بود که سابقهٔ بازی در تیم ملی فوتبال انگلستان را در کارنامهٔ خود دارد. وی در تاریخ ۴ آوریل ۱۹۰۳ تنها بازی ملی خود را در مقابل تیم ملی فوتبال اسکاتلند انجام داد.